# Đội quân nhí nhố
Đội quân nhí nhố (Hangul: 무술소년 꼬망 - Musul So'nyeon Kkomang, nghĩa: Thiếu niên Võ thuật Komang, tên tiếng Anh: Kungfu Komang) là một bộ manhwa hài hước của Hàn Quốc do hai tác giả Park In-seo và Choi Sang sáng tác.

## Nội dung
Nhân vật chính của truyện là các thầy trò cực kỳ nhí nhố, với các tình tiết hài không đụng hàng luôn làm độc giả bất ngờ, đồng thời liên tục xuất hiện các nhân vật mới.

## Nhân vật

### Komang
Là nhân vật chính trong câu chuyện. Cậu có tính cách ngay thẳng, trung thực, tinh thông võ nghệ tuy nhiên rất ngây thơ và ngoan ngoãn. Đặc biệt, đã làm chuyện gì là quyết làm đến cùng.

### Ninja Ling (Ninjaring)
Trong lần đi giao bánh pizza cho Komang và Thủy Hỏa Thần, bị hai thầy trò cố tình cản trở giao muộn để ăn miễn phí nên bị đuổi việc. Thủy Hỏa Thần đành phải nhận làm đệ tử. Là người có khả năng nhảy xa nhất nhưng lại hậu đậu vụng về luôn gây ra những sai lầm tức cười.

### Thủy hỏa thần (Mulbuldosa)
Ông là một vị thần cao tuổi, đồng thời là thủ lĩnh có nhiệm vụ chăm sóc, dạy dỗ cho cả đội quân nhí nhố. Tuy thế ông lại là người ít hiểu biết tự cao tự đại và chuyên dối trá, thế nên luôn bị nhận những cái lườm nguýt từ những cậu nhóc trong đội quân của mình.

### Kôngcha (Kongja)
Cháu gái của Ma Vương được gởi đến sống cùng Thủy Hỏa Thần trong một gói quà lớn. Thỉnh thoảng với một vài việc làm đáng yêu của mình, cô đem đến cho mọi thành viên trong gia đình những bất ngờ thú vị. "Liên hoàn đập" là độc chiêu của cô bé này.

### Kunkun (Kulpang)
Một nhân vật đặc biệt không biết nói gì ngoài 2 từ "Kun kun". Tất cả mọi suy nghĩ của chú heo này đều được diễn đạt trên những tấm bảng nhỏ luôn cầm trên tay. Rất tham ăn, nhưng bù lại luôn biết an ủi, động viên người xung quanh. Tuy nhiên cũng vì điều đó mà đôi khi cậu ta chịu những trận đòn đau.

### Áo choàng đen (Gwedopang)
Một nhân vật bí ẩn đặc biệt có tài ăn trộm đồ của người khác. Nhiều lần đã làm cả nhóm Kômang phải khốn đốn, vất vả. Nhưng ở những tình cảnh nguy cấp, khả năng đặc biệt của nhân vật này được phát huy rất hữu hiệu.

### Robot Mekha (Mekanin)
Là một robot đơn giản, lạnh lùng và chậm hiểu nhưng rất nhiệt tình. Bất cứ ai khi gặp vấn đề nan giải cấp bách cậu đều ra sức giúp đỡ.

### Đầu to
Anh chàng có chiếc đầu to quá khổ, chiều cao cực kì hạn chế nên luôn gặp những rắc rối, khó xử. Và có đặc điểm là hay hờn giận, thù dai.